# Лукова (Малопольське воєводство)
Лукова (пол. Łukowa) — село в Польщі, у гміні Ліся Ґура Тарновського повіту Малопольського воєводства.
Населення — 1151 особа (2011).
У 1975-1998 роках село належало до Тарновського воєводства.

## Демографія
Демографічна структура станом на 31 березня 2011 року:
|          | Загалом | Допрацездатний вік | Працездатний вік | Постпрацездатний вік |
| -------- | ------- | ------------------ | ---------------- | -------------------- |
| Чоловіки | 545     | 111                | 381              | 53                   |
| Жінки    | 606     | 136                | 355              | 115                  |
| Разом    | 1151    | 247                | 736              | 168                  |